# Rhizoblepharia
Rhizoblepharia es un género de hongos de la familia Pyronemataceae.